# Gråsidig lövtimalia
Gråsidig lövtimalia (Illadopsis rufescens) är en fågel i familjen marktimalior inom ordningen tättingar.

## Utseende och läte
Gråsidig lövtimalia är en medelstor och knubb timalia med anspråkslös fjäderdräkt. Strupen är vit och undersidan ljusgrå, ofta med inslag av mörkare olivbrunt på bröstet. Utseendemässigt är den mest lik brunbröstad lövtimalia, men hittas i andra miljöer, är något mindre och är gråare, ej lika beige, på undersidan. Jämfört med beigebröstad lövtimalia eller brun lövtimalia är den ljusare under. Lätet är distinkt, en stigande och fallande serie visslingar som är märkligt likt ljudet av en startande bil. 

## Utbredning och systematik
Fågeln förekommer från Senegal till Ghana, en enskild observation i Togo finns också registrerad. Den behandlas som monotypisk, det vill säga att den inte delas in i några underarter.

## Levnadssätt
Gråsidig lövtimaliahittas i regnskog på låg till medelhög höjd. Där ses den i undervegetationen, vanligen i par. Fågeln är skygg och svår att få syn på, och upptäcks därför lättast genom lätet.

## Status
Gråsidig lövtimalia tros minska relativt kraftigt i antal till följd av skogsavverkningar, så pass att IUCN kategoriserar arten som nära hotad.